# Набель, Андрей Андреевич
Андрей Андреевич Набель (около 1780—1833) — генерал-майор, герой Отечественной войны 1812 года и русско-турецкой войны 1828—1829 годов.

## Биография
В военную службу вступил в 1800 году в армейскую пехоту.
В 1806—1807 годах сражался против французов в Восточной Пруссии, отличился в сражениях при Прейсиш-Эйлау и Фридланде, за что был награждён прусским орденом Pour le Mérite.
11 декабря 1808 года, будучи штабс-капитаном Севского мушкетёрского полка, Набель был переведён в Гродненский гусарский полк с переименованием в штабс-ротмистры.
В 1812 году Набель, будучи майором, участвовал в изгнании наполеоновских войск из пределов Российской империи. 27 августа, ему за сражение при Клястицах и на реке Сволыни была пожалована золотая шпага с надписью «За храбрость», а 3 января 1813 года он был награждён орденом св. Георгия 4-й степени (№ 1170 по кавалерскому списку Судравского и № 2537 по списку Григоровича — Степанова)
В воздаяние ревностной службы и отличия, оказанного в сражении против французских войск 1812 года октября 6, 7 и 8 при Полоцке, где, когда баталионный командир подполковник Гротгус в первой атаке получил контузию и не мог более командовать баталионом, принял оный, как отлично храбрый штаб-офицер, в своё командование и, рассмотря движение неприятеля, два раза делал стремительные атаки его укреплений, заставляя из оных укрываться внутрь города, причем отбито у него наших 6 орудий, взятых при сильном нападении на наш правый фланг, и, не взирая на рану, полученную в грудь, ретировался с благоразумием и в порядке к авангарду и тем отвлек неприятеля от покушения возвратить орудия.
В том же 1813 году он за боевые отличия был произведён в подполковники (за сражение при Бауцене, где был ранен пулей в спину) и полковники. В Заграничных кампаниях 1813 и 1814 годов Набель заслужил себе ордена св. Владимира 3-й степени и св. Анны 2-й степени с алмазными знаками (за Битву народов при Лейпциге), а также прусский орден Красного орла 3-й степени.
15 января 1815 года Набель был переведён в лейб-гвардии Конно-егерский полк, однако в тот же день получил в командование Тверской драгунский полк, во главе которого находился до 10 мая 1820 года, после чего состоял по армейской кавалерии. 27 февраля 1821 года был назначен комендантом Тираспольской крепости, а 1 мая следующего года произведён в генерал-майоры и назначен командиром 1-й бригады 4-й уланской дивизии.
В 1828—1829 годах Набель принимал участие в кампании против турок на Дунае, в начале 1829 года назначен начальником 5-й уланской дивизии. За боевые отличия он был удостоен ордена св. Анны 1-й степени с алмазными знаками. 6 декабря 1829 года император Николай I пожаловал Набелю орден св. Георгия 3-й степени (№ 419 по кавалерским спискам)
В воздаяние храбрости и отличия, оказанных в сражениях против турок в войну 1829 года, — 7 июля при Дервиш-Джеване, где, начальствуя авангардом, опрокинул турецкую кавалерию, взял большое число пленных и 2 знамя, 10 числа при разбитии войск Абдерман-паши и 12 числа при разбитии турок под Бургасом.
Кроме того, 18 января 1830 года он был награждён золотой саблей с надписью «За храбрость» и алмазными украшениями.
В 1833 году Набель скоропостижно скончался.
Его брат Отто также с отличием участвовал в Наполеоновских войнах и был кавалером ордена св. Георгия 4-й степени.
Сын Антон дослужился до чина генерал-майора, служил помощником начальника 1-й Драгунской дивизии; при подавлении польского восстания 1863 года командовал Каргопольским драгунским полком в Люблинской губернии, оставив уникальный рукописный отчёт о действиях полка в этот период, ныне хранящийся в Отделе рукописей Научной библиотеки Академии Наук Республики Беларусь.